# Seemannsmühle
Seemannsmühle ist ein Gemeindeteil des Marktes Pleinfeld im Landkreis Weißenburg-Gunzenhausen (Mittelfranken, Bayern). Seemannsmühle liegt in der Gemarkung Pleinfeld.

## Geographische Lage
Der Weiler Seemannsmühle liegt etwa 1,8 km nördlich von Pleinfeld auf einer Höhe von rund 360 m ü. NHN. Die ursprüngliche Seemannsmühle besteht aus mehreren weitläufig verteilten Anwesen, nordwestlich schließt sich ein kleines Siedlungsgebiet an. Durch den Ort führt die Staatsstraße 2224, die in diesem Abschnitt als Mühlenweg bezeichnet wird. Östlich angrenzend fließt die Schwäbische Rezat vorbei, an der der Pegel Seemannsmühle/Schwäbische Rezat liegt.

## Baudenkmäler
In die Bayerische Denkmalliste sind eine kleine, dem Erzengel Michael geweihte Wegkapelle aus dem 18. Jahrhundert und die namensgebende Wassermühle von 1840 samt Nebengebäude aus der zweiten Hälfte des 19. Jahrhunderts eingetragen.